# Rawka (parowóz)
Rawka – parowóz numer 3 Drogi Żelaznej Warszawsko-Wiedeńskiej.

## Historia
Parowóz przeznaczony na potrzeby Drogi Żelaznej Warszawsko-Wiedeńskiej dostarczyła fabryka w Seraing, której właścicielem był John Cockerill. "Rawka" była pierwszym osobowym parowozem (obok "Bzury" i "Rogowa") obsługującym tę kolej o układzie osi 1A1 (1-1-1). Parowóz zaczął kursować na linii 6 listopada 1844 r. i służył do 1863 roku.

## Opis techniczny
Parowozy osobowe tego typu posiadały wykorbioną oś napędową, która miała napęd wewnętrzny, ze stawidłem Stephensona. Ostoja była widłowa, z odsprężynowaniem górnym, podparta na sześciu resorach. Ostoję wieńczyła drewniana czołownica ze zderzakami. Środkowa oś napędowa nie miała obrzeży. Kocioł wraz ze stojakiem Buriego posiadał drewnianą otulinę oraz wysoki komin, wytwarzający ciąg. Parowozy i wagony były łączone za pomocą łańcuchów.

## Dane techniczne[1]
- średnica cylindrów – 300 mm
- skok tłoka – 457 mm
- średnica kół napędowych – 1670 mm
- ciśnienie pary w kotle – 11 at
- masa w stanie próżnym – 15,0 t
- prędkość konstrukcyjna – 45 km/h